# Маматаевский сельсовет
Маматаевский сельсове́т — упразднённая в 2008 году административно-территориальная единица и сельское поселение (тип муниципального образования) в составе Татышлинского района. Почтовый индекс — 452839. Код ОКАТО — 80250847000. Код ИФНС — 0271
Согласно Закону Республики Башкортостан «О границах, статусе и административных центрах муниципальных образований в Республике Башкортостан» от 16 декабря 2004 года имел статус сельского поселения.
В 2008 году объединён с сельским поселением Буль-Кайпановский сельсовет.

## Состав сельсовета
Маматаевский сельсовет: деревня Маматаево — административный центр, села Старокайпаново, Старочукурово, деревня Карманово (приложение 45к);
- д. Маматаево
- д. Карманово
- с. Старокайпаново
- с. Старочукурово

## История
Закон Республики Башкортостан от 19.11.2008 № 49-з «Об изменениях в административно-территориальном устройстве Республики Башкортостан в связи с объединением отдельных сельсоветов и передачей населённых пунктов» гласил:

 "Внести следующие изменения в административно-территориальное устройство Республики Башкортостан:
41) по Татышлинскому району:
объединить Буль-Кайпановский и Маматаевский сельсоветы с сохранением наименования «Буль-Кайпановский» с административным центром в селе Буль-Кайпаново.
Включить села Старокайпаново, Старочукурово, деревни Маматаево, Карманово Маматаевского сельсовета в состав Буль-Кайпановского сельсовета.
Утвердить границы Буль-Кайпановского сельсовета согласно представленной схематической карте.
Исключить из учётных данных Маматаевский сельсовет;

## Географическое положение
На 2008 год граничил с Пермской областью, муниципальными образованиями Аксаитовский сельсовет, Бадряшевский сельсовет, Буль-Кайпановский сельсовет, Кудашевский сельсовет («Закон Республики Башкортостан от 17.12.2004 N 126-з „О границах, статусе и административных центрах муниципальных образований в Республике Башкортостан“»).